# Нкока, Лебенья
Лебенья Нкока (сесото Lebenya Nkoka; род. 19 октября 1982) — лесотский легкоатлет, специалист по бегу на длинные дистанции и марафону. Выступал на профессиональном уровне в 2004—2022 годах, член национальной сборной Лесото, победитель и призёр ряда крупных международных стартов на шоссе, участник летних Олимпийских игр в Рио-де-Жанейро.

## Биография
Лебенья Нкока родился 19 октября 1982 года
Начиная с 2004 года активно выступал на различных коммерческих стартах в Южной Африке, представлял южноафриканский клуб Mr Price Athletic.
В 2006 году вошёл в состав лесотской сборной и выступил на Играх Содружества в Мельбурне, где в зачёте марафона с результатом 2:19:40	пришёл к финишу девятым.
В 2007 году бежал полумарафон на Всеафриканских играх в Алжире, занял итоговое 14-е место.
В 2016 году с личным рекордом 2:12:20 финишировал четвёртым на марафоне в Блумфонтейне. Выполнив олимпийский квалификационный норматив (2:19:00), удостоился права защищать честь страны на летних Олимпийских играх в Рио-де-Жанейро — в программе марафона показал время
2:25:13, расположившись в итоговом протоколе соревнований на 94-й строке. Также в этом сезоне с результатом 2:15:34 стал девятым на Сеульском марафоне JoongAng.
В 2017 году занял 12-е место на марафоне в Тэгу (2:19:02). Принимал участие в чемпионате мира в Лондоне — стартовал в марафоне, но сошёл во время прохождения дистанции.
В 2018 году в Порт-Элизабете закрыл десятку сильнейших и установил свой личный рекорд в полумарафоне — 1:02:33.
В 2022 году выступил на Играх Содружества в Бирмингеме, в марафоне с результатом 2:32:52 занял 15-е место.